# Топлице (Јастребарско)
Топлице су насељено место у Републици Хрватској у Загребачкој жупанији. Административно је у саставу Јастребарског.
Насеље се налази на надморској висини од 90 метара, а простире се на површини од 1,7 км2.

## Становништво
Према задњем попису становништва из 2001. године у насељу Топлице живело је 110 становника који су живели у 34 породична домаћинства. Густина насељености је 64,71 становника на км2
Кретање броја становника по пописима 1857—2001.
| година пописа  | 1857. | 1869. | 1880. | 1890. | 1900. | 1910. | 1921. | 1931. | 1948. | 1953. | 1961. | 1971. | 1981. | 1991. | 2001. |
| бр. становника | 176   | 176   | 216   | 237   | 240   | 232   | 211   | 211   | 213   | 228   | 223   | 184   | 126   | 157   | 110   |